# اورسم ۱۲۵۷۶
سیارک ۱۲۵۷۶ (به انگلیسی: 12576 Oresme، نامگذاری:1999RP1) دوازده هزار و پانصد و هفتاد و ششمین سیارک کشف شده‌است که در ۵ سپتامبر ۱۹۹۹ کشف شد.
قدر مطلق سیارک برابر ۱۴٫۰۰ است.